# Pierre Vatin
Pour les articles homonymes, voir Vatin (homonymie).
Pierre Vatin, né le 21 août 1967 à Saint-Quentin (Aisne), est un homme politique français.
Membre des Républicains, il est élu député dans la 5e circonscription de l'Oise en 2017 et réélu en 2022.

## Biographie
Assistant parlementaire du député de la cinquième circonscription de l'Oise Lucien Degauchy pendant 21 ans, Pierre Vatin obtient l'investiture des Républicains pour les élections législatives de 2017. Après un premier tour difficile, il s'impose avec près de 56 % des voix au second tour face à la candidate En marche, Emmanuelle Bour,. Il est réélu en 2022 en battant la candidate du Rassemblement national, Myriam Lamzoudi, avec 59,78 % des voix.
Après la dissolution de l'Assemblée nationale le 9 juin 2024, il se représente aux législatives. Il est éliminé au  premier tour, devancé par le candidat RN Frédéric-Pierre Vos et le socialiste Bertrand Brassens.